# Pfarrverband
|  | Dieser Artikel wurde aufgrund von akuten inhaltlichen oder formalen Mängeln auf der Qualitätssicherungsseite des Portals Christentum eingetragen. Bitte hilf mit, die Mängel dieses Artikels zu beseitigen, und beteilige dich bitte an der Diskussion. |

Ein Pfarrverband (auch Seelsorgeeinheit, Seelsorgebereich, Seelsorgebezirk, Kooperationseinheit, Pastoralverbund, Pfarreiengemeinschaft oder Pastoraler Raum) ist ein Zusammenschluss mehrerer katholischer Pfarreien. Auf die sich stetig verringernde Zahl von Priestern aufgrund Priestermangels und auf die drastisch geringer werdende Zahl an praktizierenden Gläubigen reagieren die katholischen Diözesen, indem sie einzelne Pfarreien zusammenfassen oder sie unter eine gemeinsame Leitung stellen.

## Pfarrverband
Bei einem Pfarrverband werden kirchen- und vermögensrechtlich selbständige Gemeinden zu einer neuen Einheit zusammengeschlossen und erhalten ein gemeinsam verantwortliches Seelsorge-Team, das von einem Pfarrer geleitet wird. Diese Umstrukturierung findet auf diözesaner Ebene statt.
Im Unterschied zu der schon seit längerer Zeit üblichen Mitverwaltung mehrerer Pfarreien durch einen Priester stellt das Konzept der Pfarrverbände eine grundlegende Weiterentwicklung der kirchlichen Struktur dar: der Pfarrverband löst die Pfarreien als untere pastorale Ebene ab; innerhalb der Pfarrverbände bleiben die Pfarreien zwar juristisch erhalten, sind jedoch in den „pastoralen Räumen der ‚Kirche am Ort’“ zu umfassender Kooperation verpflichtet, so dass nicht mehr jede einzelne Pfarrei, sondern der Pfarrverband als Ganzes die Fülle der kirchlichen Dienste (Liturgie, Verkündigung, Diakonie) bereitstellen muss. Das Konzept der Pfarrverbände löst in der Pastoraltheologie eine neue Debatte um den Begriff der Gemeinde und der kirchlichen Basis aus. 
Auf weltkirchlicher Ebene äußerte sich erstmals das „Direktorium zum Hirtendienst der Bischöfe“ zu den Seelsorgeeinheiten: 

„Eine immer stärkere Verbreitung finden die so genannten ‚Seelsorgeeinheiten‘, mit deren Hilfe man Formen der organischen Zusammenarbeit zwischen benachbarten Pfarreien als Ausdruck einer gemeinschaftlichen Seelsorge forciert. Wenn der Bischof die Errichtung solcher Strukturen für angemessen hält, dann soll er die folgenden Kriterien beachten: Die territorialen Bereiche müssen, auch in soziologischer Hinsicht, in homogener Weise abgegrenzt sein; die beteiligten Pfarreien sollen eine wirkliche gemeinsame Pastoral verwirklichen; die pastoralen Dienste müssen für alle Pfarreien in diesem Gebiet wirksam sichergestellt sein. Die andersartige Organisation der pastoralen Dienste darf nicht vergessen lassen, dass jede Gemeinde, auch wenn sie klein ist, ein Recht auf einen wirklichen und wirksamen pastoralen Dienst hat.“

## Umsetzung
Eine genaue Bezeichnung für die Zusammenlegung von Pfarreien ist nicht verbindlich festgelegt, da eine solche im Kirchenrecht nicht ausdrücklich erwähnt wird. Daher werden in den deutschsprachigen Diözesen verschiedene Begriffe für diese neu gebildeten Einheiten verwendet. In der 1974 beschlossenen Rahmenordnung für die pastoralen Strukturen und für die Leitung und Verwaltung der Bistümer in der Bundesrepublik Deutschland wird der Begriff Pfarrverband verwendet.
Ein Beispiel sind die Stadtkirchen, also Kooperationen der einzelnen Pfarren einer Stadt und ihres Umlandes.

### Bistum Aachen
Das Bistum Aachen hat unter Bischof Heinrich Mussinghoff einen Fusionsprozess in vielen Kirchengemeinden des Bistums eingeleitet. 2010 wurde bekannt, dass die Kleruskongregation den Inhalt und die Umsetzung des Aachener Modells bereits 2009 kritisiert hatte. Inzwischen bestehen flächendeckend im ganzen Bistum 71 Gemeinschaften der Gemeinden; in 27 dieser Gemeinschaften kam es zu einer Fusion der beteiligten Pfarreien, in den übrigen zu einer verbindlichen Zusammenarbeit weiter selbständiger Pfarreien mit einer gemeinsamen Leitungsstruktur.

### Bistum Augsburg
Im Bistum Augsburg hat Bischof Konrad Zdarsa am 13. Juli 2012 die Pastorale Raum- und Personalplanung 2025 für die Diözese in Kraft gesetzt. Die Zahl der Dekanate ist bereits auf 23 reduziert worden. Bis 2025 sollen für die 1.335.486 Katholiken (Stand 2013) in 998 Pfarreien insgesamt 211 Seelsorgeeinheiten gebildet werden. 

### Erzbistum Bamberg
Die 310 Pfarreien des Erzbistums Bamberg sind in 96 Seelsorgebereiche eingeteilt. Ein Seelsorgebereich ist ein „Zusammenschluss mehrerer Pfarreien und soll im Idealfall rund 8.000 Katholiken umfassen, in ländlichen Regionen können es aber auch weniger sein.“ Es gibt auch Einzelpfarreien, die aufgrund ihrer Größe ein eigener Seelsorgebereich sind.
Im Erzbistum Bamberg existieren drei mögliche Kooperationsformen zur Bildung von Seelsorgebereichen. Der Pfarreienverbund ist die lockerste Form des Zusammengehens, die mittlere Variante ist die der Pfarreiengemeinschaft, die weitreichendste die Fusion zu einer Pfarrei. In jedem Fall besitzen die Einheiten einen leitenden Pfarrer und weitere Seelsorger nach einem diözesanweiten Personalschlüssel. Die Pfarreien, Kuratie- und Filialkirchengemeinden in einem Seelsorgebereich „können sich mit Hilfe der Bistumsleitung und in Abstimmung mit ihr die Form ihrer Zusammenarbeit unter Wahrung ihrer Identität selbst erarbeiten.“ Bisher werden ausschließlich die Kooperationsformen Pfarreienverbund und Pfarreiengemeinschaft praktiziert.

### Erzbistum Berlin
Zur Sanierung des Finanzhaushaltes des Erzbistums Berlin wurden im Rahmen des „Planes 2009“ ab dem Jahr 2003 die Anzahl der Kirchengemeinden durch Zusammenlegung von 207 auf 108 reduziert.
Im Dezember 2012 gab  Kardinal Woelki in Form eines Hirtenbriefes bekannt, dass die Pfarrgemeinden im Erzbistum Berlin sich unter Einbezug von „Orten kirchlichen Lebens“ – katholischen Einrichtungen, Diensten und Verbände, Angeboten der Caritas, muttersprachliche Gemeinden usw. – zu „pastoralen Räumen“ zusammenschließen sollen, innerhalb derer kooperiert wird. Der Prozess unter dem Motto „Wo Glauben Raum gewinnt“ dient der pastoralen Neuorientierung im Erzbistum Berlin. Er hat organisatorisch zum Ziel, bis 2022 die Zahl der rechtlich selbständigen Pfarreien durch Fusion auf etwa 30 zu reduzieren. Auf einem Pfarrgebiet sollen dann mehrere Gemeinden unter dem Dach einer Pfarrei bestehen.

### Bistum Eichstätt
Es bestehen seit dem 1. Januar 2003 insgesamt 52 Seelsorgeeinheiten. 2016 sind davon 47 Seelsorgeeinheiten als Pfarreienverbünde und zwei Seelsorgeeinheiten als Pfarrverbände eingerichtet. Das Bistum gliedert sich in acht Dekanate.

### Bistum Erfurt
Zum 1. Januar 2005 begann eine Strukturreform im Bistum Erfurt, bei der die Anzahl die Pfarreien von 120 zunächst auf 95 reduziert wurde. 2008 wurde die Anzahl der Pfarrgemeinden weiter auf 74 gesenkt, aktuell (2014) hat sich die Zahl der Pfarreien mit 63 im Vergleich zu 2005 fast halbiert. Die aufgelösten Pfarreien bestehen weiter als Filialgemeinden einer größeren Pfarrei fort. Bis zum Jahr 2020 sollen die Pfarreien durch schrittweise Zusammenlegungen weiter auf 32 verringert werden. Dies ist vor allem den Priestermangel im Bistum geschuldet. Da dadurch allerdings viele Pfarreien sehr groß werden und ihnen teils mehrere Filialgemeinden zugeordnet sein sollen, setzt das Bistum verstärkt auf die Arbeit von Laien, unter anderem als Diakonatshelfer.

### Bistum Essen
Im Bistum Essen wird die Zusammenlegung „Kooperationseinheit“ genannt. Damit werden mehrere katholische Pfarreien innerhalb eines Dekanates bezeichnet. Zwei (v. a. Großpfarreien im Ruhrgebiet) oder mehr (im ländlichen Sauerland bis zu sieben Kirchen) Gemeinden sollen zusammenarbeiten, weil aufgrund des immer größer werdenden Priestermangels nicht mehr jede Gemeinde einen eigenen Pfarrer haben kann. Welche Gestalt Kooperationen von benachbarten Gemeinden annehmen können, sieht der Kooperationsplan für das Bistum Essen vor, den Bischof Hubert Luthe nach fünfjährigem Beratungsprozess 1997 in Kraft gesetzt hat. Jeder Kooperationseinheit werden – auf der Grundlage einer Pastoralplanung 2000 mit dem Blick auf das Jahr 2006 – hauptamtliche pastorale Kräfte (Priester, Diakone, Pastoral- und Gemeindereferenten) zugeordnet. Mit dem Kooperationsplan und der Pastoralplanung 2000 als Ausgangspunkt beraten nun die Gemeinden jeder Kooperationseinheit – unter Berücksichtigung örtlicher Begebenheiten – über die zukünftige Form und Qualität der engeren Zusammenarbeit. Dies kann auch Fusion von Pfarrgemeinden bedeuten.
Von 2006 bis 2008 wurde von der Bistumsleitung eine Zentrale Neuausrichtung des Bistums Essen mit weiteren Zusammenlegungen vorangetrieben. In diesem Zusammenhang ist die Propsteikirche St. Urbanus in Gelsenkirchen-Buer Pfarrkirche der größten Gemeinde im Bistum geworden.

### Erzbistum Freiburg
Im Erzbistum Freiburg bestehen Seelsorgeeinheit aus je zwei bis siebzehn Pfarreien, die einem Pfarrer oder Pfarradministrator mit einem Seelsorgeteam (Vikar, Kooperator, Subsidiar, Diakonen, Pastoralreferent/-in, Gemeindereferent/-in) anvertraut sind. Dabei sollen möglichst homogene Lebensräume eine Einheit bilden: eine Stadt oder ein Raum mit ähnlicher soziologischer Struktur. Das Konzept wird mehrfach begründet, in erster Linie aber ist es aus der Notwendigkeit geboren, mit weniger Priestern zurechtzukommen.
Zwischen 2000 und 2009 wurden alle 1.075 Pfarrgemeinden im Bistum zu insgesamt 328 Seelsorgeeinheiten zusammengefasst. Da die Zahl der Priester im aktiven Dienst zur Leitung einer solchen Gemeinschaft auch künftig weiter zurückgehen wird (nach Angaben des Erzbischöflichen Ordinariats von 330 im Jahr 2010 auf 220 im Jahr 2030), wurde 2009 der Plan einer geographischen Weiterentwicklung der Seelsorgeeinheiten bekannt.
Diese Weiterentwicklung reduzierte zum  1. Januar 2015 die Anzahl der bisherigen Seelsorgeeinheiten von 328 (2010) auf 224 (2015). Eine Seelsorgeeinheit besteht seither aus bis zu 17 Pfarreien (Seelsorgeeinheit Heidelberg) und umfasst in der Regel mindestens 10.000 Katholiken. Die neuen Seelsorgeeinheiten sind als „Römisch-katholische Kirchengemeinden“ die rechtsfähigen Kirchengemeinden im Sinne des Staatskirchenrechts; sie sind insoweit Rechtsnachfolger der bisherigen Pfarreien. Diese sind seither zwar staatskirchenrechtlich keine rechtsfähigen Einheiten mehr, bleiben aber nach (innerkirchlichem) Kirchenrecht "als pastorale Größe mit eigenen Aufgaben bestehen" bestehen.
Bei den Pfarrgemeinderatswahlen im Januar 2015 wurde in den neuen Seelsorgeeinheiten, jetzt Kirchengemeinden, nur noch jeweils ein einziger gemeinsamer Pfarrgemeinderat gewählt, der einen einzigen Stiftungsrat einsetzt. 
Zur „Förderung des kirchlichen Lebens und seiner Präsenz im gesellschaftlichen Umfeld der Pfarrgemeinde“ [PGR-Satzung] sollen in den einzelnen Pfarrgemeinden Gemeindeteams gebildet werden. Diese sollen sich insbesondere um die Grundvollzüge: „Liturgie, Verkündigung und Caritas“ sorgen. Sie bestehen aus mindestens einem gewählten PGR-Mitglied dieser Gemeinde, dem Pfarrer oder einem dauernd delegierten Mitglied des Seelsorgeteams, und weiteren Personen aus der Pfarrgemeinde. Die Mitglieder werden auf Vorschlag aus der Pfarrgemeinde vom PGR bestätigt und vom Pfarrer berufen. Es hat sich bewährt, dass die Gruppierungen Vertreter in das Gemeindeteam entsenden, da diese dann ausreichend legitimiert sind, und dass je ein Mitglied des Seelsorgeteams „Ansprechperson“ in einer Gemeinde ist [Richtlinien] und dem Gemeindeteam dieser Gemeinde angehört. Auch die Teilnahme eines Stiftungsrat-Mitgliedes ist sehr sinnvoll.

### Bistum Fulda
Im Bistum Fulda hat Bischof Heinz Josef Algermissen im Jahr 2002 im Rahmen des „Pastoralen Prozesses“ die Einrichtung von 48 Pastoralverbünden veranlasst. Ein Pastoralverbund ist ein Seelsorgebezirk der verbindlichen Kooperation und des gemeinsamen Handelns rechtlich selbständiger, benachbarter Pfarreien im Sinne von can. 374 § 2 CIC.

### Bistum Görlitz
In der nach der Zahl der Katholiken kleinsten Diözese bestehen keine Pfarrverbände. Das Bistum mit 28.795 Katholiken (Stand 2015) ist in drei Dekanate gegliedert und besteht aus 19 Pfarreien.

### Bistum Hildesheim
Im Bistum Hildesheim wurde wegen der Abnahme der Katholikenzahlen und des Priestermangels im Bistum Hildesheim sowie der zunehmend schlechter werdenden finanziellen Situation des Bistums 2003 das Konzept „Eckpunkte 2020“ erarbeitet, das neben direkten Einsparungen (beispielsweise durch Schließung von Einrichtungen) auch eine durch Zusammenlegung erreichte Verringerung der Anzahl der Gemeinden von damals 350 auf 124 im Jahr 2014 vorsieht.

### Erzbistum Köln
Mehrere Pfarrgemeinden sind im Erzbistum Köln jeweils zu einem Seelsorgebereich mit gemeinsamem Pfarrer und gemeinsamem Seelsorgeteam zusammengeschlossen. In den einzelnen Seelsorgebereichen kann entschieden werden, ob die Pfarreien selbständig bleiben oder zu einer Pfarrei fusionieren. Im Erzbistum bestehen 80 Seelsorgebereiche mit knapp 530 Pfarreien.

### Bistum Magdeburg
Im Rahmen der Familienwallfahrt des Bistums Magdeburg im September 2005 gab Bischof Gerhard Feige den Startschuss zur Bildung von 44 Gemeindeverbünden. Die bisherigen Pfarrgemeinden, -vikarien und -kuratien sollten in einem Prozess bis spätestens 2010 zusammenwachsen und dann zu neuen Pfarreien erhoben werden (Pfarrfusion).
Am 2. Mai 2010 wurden durch Bischof Feige Pfarreien, Pfarrvikarien und Kuratien aufgelöst und 25 neue Pfarreien errichtet. Die restlichen Neuerrichtungen folgten im Laufe des Jahres 2010.

### Bistum Mainz
Seit 2004 befindet sich das Bistum Mainz in einem Erneuerungsprozess „Lebendige Gemeinden in erneuerten pastoralen Einheiten“. Dieser Bistumsprozess findet auf breiter Basis unter Beteiligung aller Betroffenen statt. Pfarrgemeinden wurden zu einer verbindlichen Kooperation in Pfarreienverbünden oder Pfarrgruppen angehalten. 
In einer zweiten Phase des Pastoralen Wegs werden ab Ostern 2022 aus den bestehenden rund 120 Pfarreiverbünden oder Pfarrgruppen 46 neue Pastoralräume errichtet, aus denen bis 2030 46 Pfarreien entstehen sollen.

### Erzbistum München und Freising
Das Erzbistum München und Freising gliedert sich 2019 in 747 Pfarreien und Pfarrkuratien. Im Rahmen des Strukturplans 2020 sind künftig 230 Pfarrverbände geplant.

### Bistum Münster
Im Bistum Münster wurde wegen der Abnahme der Katholikenzahl und des Priestermangels in den vergangenen Jahren Seelsorgeeinheiten in vielen Gemeinden umgesetzt. Viele ehemalige Kirchgemeinden werden mittlerweile zu einer Seelsorgeeinheit zusammengefasst.

### Bistum Osnabrück
Im Bistum Osnabrück wurden Seelsorgeeinheiten gebildet. So umfasst die Seelsorgeeinheit St. Christophorus in Stolzenau ein großes Gebiet im Zentrum Niedersachsens.

### Erzbistum Paderborn
Das Erzbistum Paderborn ist in 19 Dekanate eingeteilt. Jedes Dekanat wird von einem Dechanten geleitet und besteht aus mehreren Pastoralverbünden. 
Jeder Pastoralverbund besteht wiederum aus mehreren rechtlich und wirtschaftlich selbständigen Pfarreien, die von einem gemeinsamen Seelsorgerteam (Priester, Diakone und Gemeindereferenten) unter der Leitung eines Pfarrers betreut werden.
Glaubensunterweisung (Katechese) und -verbreitung (Mission) sind vorrangige Aufgabengebiete auf Pastoralverbundsebene im Erzbistum Paderborn.

### Bistum Passau
Im Bistum Passau existieren 305 Pfarreien (31. Dezember 2018) in 100 Pfarrverbänden. Diese sollen auf künftig 86 geordnet werden. Der Zusammenschluss zu Pfarrverbänden wurde mit dem Priestermangel begründet. 2010 wurde im Rahmen einer Dekanatsreform die Anzahl der Dekanate von 17 auf 10 reduziert, da einige Dekanate nur noch aus vier Pfarrverbänden bestanden, so dass keine überregionale Arbeit mehr möglich sei.

### Bistum Regensburg
Im Bistum Regensburg fand auf Einladung von Bischof Manfred Müller 1994 bis 1995 ein Diözesanforum statt, das sich mit künftigen Modellen der Gemeindeseelsorge befasste. Zur Umsetzung der Vorschläge aus diesem Forum bildete sich im Bischöflichen Ordinariat eine Arbeitsgruppe, die 1999 das Papier „Pastorale Planung 2000“ vorlegte. Zum 1. Januar 2001 wurde die Anzahl der Dekanate von 45 auf 33 reduziert, wobei man sich an den politischen Verwaltungsgrenzen orientierte. Die Dekanatsebene erhielt neben den üblichen Verwaltungsaufgaben neue Aufgaben zur Koordinierung der Seelsorge. 2003 wurde die künftige Einteilung der Diözese in Seelsorgeeinheiten vorgestellt. In einer Seelsorgeeinheit sollen die Seelsorge gegenseitig abgestimmt und ergänzt und die Verwaltungsaufgaben koordiniert werden. Sie bestehen „je nach örtlicher Situation aus zwei oder mehreren Pfarreien […], deren Seelsorge und Verwaltung einem Priester zur Leitung zugewiesen werden. Der Rechtsstatus der einzelnen Pfarreien bleibt dabei in der Regel unangetastet.“ Der Prozess der Bildung von Seelsorgeeinheiten wird seither kleinschrittig vollzogen.

### Bistum Rottenburg-Stuttgart
In den 1037 Kirchengemeinden und 100 Gemeinden für Katholiken anderer Muttersprache der Diözese Rottenburg-Stuttgart leben knapp 2 Millionen Katholiken in 25 Dekanaten.
Die Kirchengemeinden und Gemeinden für Katholiken anderer Muttersprache arbeiten in ihrem Lebensraum in Seelsorgeeinheiten zusammen. Insgesamt gibt es in der Diözese 282 solcher Kooperationsverbünde.
Innerhalb einer Seelsorgeeinheit ist jede Kirchengemeinde eigenständig. Zur Koordinierung gemeinsamer Aufgaben ist ein Ausschuss eingerichtet, dem Vertreter aus den Kirchengemeinden und muttersprachlichen Gemeinden in der Seelsorgeeinheit angehören. Die gemeindeübergreifende Kooperation ist in einer Vereinbarung geregelt. 
Für jede Seelsorgeeinheit stehen ein Pfarrer und weitere hauptberufliche pastoralen Mitarbeiter zur Verfügung. Das Team der Hauptberuflichen regelt die Arbeitszuständigkeiten selbst und hält diese in einer Arbeitsumschreibung fest.

### Bistum Speyer
Angesichts des Priestermangels sind von 350 Pfarreien des  Bistums Speyer  fast ein Drittel unbesetzt. 1973 wurden die Pfarrverbände eingerichtet, was auch zu einer Vergrößerung der Dekanate führte.

### Bistum Trier
Im Bistum Trier wurde in den letzten Jahren eine Strukturreform eingeleitet. In dem ländlich geprägten Bistum verringerte man die Zahl der Pfarreien und Pfarreigemeinschaften von 389 auf 173. Die Strukturpläne orientierte sich an der Zahl der verfügbaren Diözesanpriester. Am 29. Juni 2012 kündigte Bischof Ackermann eine Bistumssynode an, die sich am 13. und 14. Dezember 2013 konstituierte. Unter anderem ging es in einer ihrer Sachkommissionen um die Zukunft der Pfarrgemeinden im Hinblick auf den Priestermangel und den veränderten gesellschaftlichen Realitäten. 
Zum Abschluss der zweieinhalbjährigen Synode verabschiedete die Diözese am 1. Mai 2016 eine grundlegende Strukturreform, nach der die Zahl von zuvor knapp 900 Pfarreien auf etwa 60 Großpfarreien reduziert werden sollte. Am 24. März 2017 stellte das Bistum Trier einen Entwurf vor, der nur noch lediglich 35 Großpfarreien vorsieht. Er soll bis Herbst 2017 in einer „Resonanzphase“ diskutiert werden und anschließend in Kraft treten. Nach einer dann geplanten „Erkundungsphase“ sollen die „Pfarreien der Zukunft“ mit dem Jahr 2020 errichtet werden.
In den größeren Pfarreien soll es demnach Orte mit unterschiedlichen Schwerpunkten geben. Was konkret bedeutet, dass sich in einem Ort der katholische Kindergarten befindet, in einem anderen die Bücherei, in einem dritten Ort das Jugendzentrum. Die Verwaltung der Großpfarreien soll jeweils zentral in einem „Pfarrort“ gebündelt werden. Am 23. Oktober 2017 veröffentlichte das Bistum einen überarbeiteten Entwurf der zukünftigen Raumgliederung. Dieser umfasst nur noch 33 Pfarreien der Zukunft.

### Bistum Würzburg
Das Bistum Würzburg besteht aus 610 Pfarreien bzw. Pfarrkuratien in neun Dekanaten, welche 2021 im Zuge des Prozesses „Gemeinsam Kirche sein – Pastoral der Zukunft“ durch die Zusammenlegung von zuvor 20 Dekanaten entstanden sind. In dem ländlich geprägten Bistum gibt es zahlreiche kleine Pfarreien mit nur wenigen hundert Katholiken. Vielerorts hatten bereits seit Jahrzehnten Pfarrer in Personalunion mehrere Pfarreien inne. Heute sind die Pfarreien in 43 Pastoralen Räume mit insgesamt 151 Pfarreiengemeinschaften (PG) bzw. Untergliederungen zusammengeschlossen. Unter dem Dach dieser Pfarrverbände bestehen jedoch alle bisherigen Kirchengemeinden mit eigener Kirchenverwaltung fort. Ob ein gemeinsamer Pfarrgemeinderat für die Pfarreiengemeinschaft gewählt wird oder getrennt für jede Kirchengemeinde, kann vor Ort entschieden werden. Jede Pfarreiengemeinschaft wird von einem Pfarrer geleitet und besitzt je nach Größe darüber hinaus noch einen oder mehrere Pfarrvikare, Kapläne, Diakone, Gemeindereferenten oder Pastoralreferenten.

## Situation in der Schweiz
Wie im einleitenden Abschnitt Pfarrverband beschrieben, hat sich auch in den Diözesen der Schweiz die Situation an der kirchlichen Basis verändert. Nachdem einzelne betroffene Pfarreien sich zu einer engeren Zusammenarbeit gezwungen sahen, wurden dort vorerst sogenannte 'Seelsorgeverbände' (SV) gegründet. Dabei wurde meistens der kirchenpolitischen Situation der Schweiz Rechnung getragen und der Rechtsstatus der einzelnen Pfarreien bei den Zusammenschlüssen nicht verändert.

### Bistum St. Gallen
In der Diözese St. Gallen wurden auf Grund der Situation, dass sich immer mehr Pfarreien nach einer regionalen Zusammenarbeit umsahen und 'Seelsorgeverbände' gegründet wurden, am 7. November 2002 Richtlinien für die Bildung von 'Seelsorgeeinheiten' (SE) durch den damaligen Bischof Ivo Fürer erlassen.
Inzwischen sind viele Pfarreien zu SE oder ehemalige SV mit angrenzenden Pfarreien zu SE zusammengeschlossen worden. Diese Entwicklung wird durch den amtierenden Bischof Markus Büchel unterstützt.

## Situation in Luxemburg
Im Erzbistum Luxemburg wurde die Organisationseinheit Pfarrverband (luxemburgisch: Parverband) bei der Anfang Mai 2017 in Kraft getretenen Neuorganisation abgeschafft, bei der die bisher 274 Pfarreien zu 33 neuen größeren Pfarreien zusammengelegt wurden. Dabei wurde die zuvor bestehende mehrstufige Organisation aufgegeben, wonach die 274 Pfarreien zu 57 Pfarrverbänden und diese zu fünf Pastoralregionen zusammengefasst waren. In etwa zwei Drittel der Fälle entsprechen die neuen Pfarrgrenzen denen der vorigen Pfarrverbände. Ab 2017 gilt im Erzbistum wieder die traditionelle Kirchenstruktur mit der Aufteilung in Dekanate und Pfarreien.